# 사이보그 (DC 코믹스)

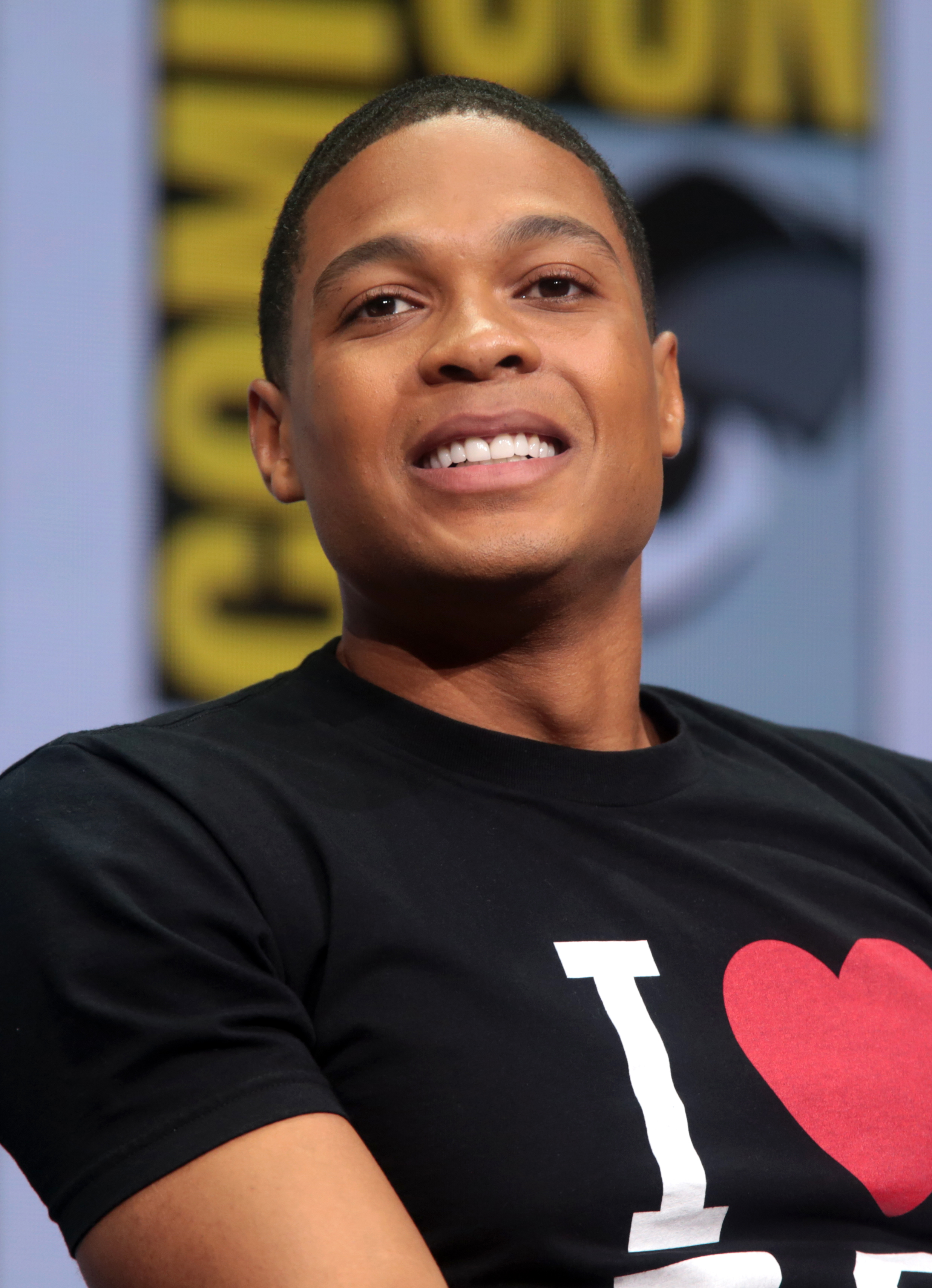

사이보그(영어: Cyborg)는 DC 코믹스의 등장인물이다. 마브 울프먼와 조지 페레스에 의해 창작되었으며, 1980년 10월 DC Comics Presents #26에서 처음 등장하였다. 본래 틴 타이탄의 멤버중 하나로 기계인간으로 알려져있으며 후에는 저스티스 리그에 들어가게 된다